# Juan María Bandrés Molet
Juan María Bandrés Molet (Sant Sebastià, 12 de febrer de 1932 - 28 d'octubre de 2011) fou un advocat i polític basc, senador de les Corts Constituents de 1977 i diputat pel partit Euskadiko Ezkerra les tres legislatures següents, des de 1979 a 1989. Nacionalista basc d'esquerres i actiu defensor dels drets humans tant com advocat com polític, estava retirat des de feia anys degut a una greu malaltia cerebral.

## Infància i formació
Durant la guerra civil la seva família, igual que moltes altres al País Basc, hagué de desplaçar-se per diverses ciutats del nord d'Espanya, fins que, acabat el conflicte, poden tornar a residir en la seva ciutat natal. Allí, Bandrés estudia en el col·legi dels Sagrats Cors. Posteriorment, per motius econòmics ha d'iniciar els estudis de Lleis per lliure an la Universitat d'Oviedo, compaginant-los amb diversos treballs. Acaba la carrera en la Universitat de Santiago de Compostel·la el 1952. Després d'acabar els seus estudis, complí el servei militar en sanitat, en l'Hospital Militar de Tetuan, durant any i mig.

## La seva actuació com advocat
En tornar a Sant Sebastià, després del servei militar, s'instal·la com advocat independent i comença a exercir. Des de 1964, defensa davant el recen creat Tribunal d'Ordre Públic a més de quinze processats, molts d'ells joves militants d'ETA acusats de propagada il·legal i actes encara no violents. Per la seva activa defensa d'aquests militants d'ETA, i arran de l'estat d'excepció declarat per l'assassinat de Melitón Manzanas a les mans d'ETA a l'agost de 1968, va ser deportat per tres mesos a Purchena (Almería).
Després de la deportació, continuà la defensa incansable de tots els quals sol·liciten els seus serveis per causa de delictes polítics relacionats amb la repressió franquista al País Basc. Com advocat es va encarregar també de la defensa de Jokin Gorostidi i Itziar Aizpurua en el procés de Burgos de 1970, així com de la de Garmendia en 1975, en el qual seria l'últim dels processos de Burgos. A petició dels familiars i sempre de forma desinteressada, ha col·laborat en l'alliberament de molts segrestats d'ETA, actuant de mediador, com en el cas del segrest de Felipe Huarte el febrer de 1973. En 1994 va deixar d'exercir com advocat, per a passar a dedicar-se completament a la defensa dels drets humans, sent nomenat president de la Comissió Espanyola d'Ajuda al Refugiat (CEAR) en 1995.

## Activitat política
La seva activitat com analista polític comença com redactor de la revista Cuadernos para el Diálogo des de 1963. A l'arribar la democràcia, és elegit senador per Guipúscoa a les llistes d'Euskadiko Ezkerra a les eleccions generals espanyoles de 1977, integrant-se en el Grup Parlamentari de Senadors Bascos. En el posterior procés constituent només ell i quatre senadors més van votar en contra de la Constitució espanyola de 1978, per considerar-la insuficient per a les expectatives del poble basc. Després del segrest de Javier de Ybarra per ETA el 20 de maig de 1977, va fer gestions per al seu alliberament, però no van arribar a bona fi. Quan el 22 de juny l'industrial basc aparegué mort al mont Gorbea, trenca definitivament tota relació amb ETA, al costat de molts altres intel·lectuals i polítics bascos com Mario Onaindía.
El 1978 va participar en el primer Consell General del País Basc com a conseller de transports i comunicacions. Les seves conviccions ecologistes es van reflectir en la seva activitat política el 28 de juliol de 1979: durant el debat parlamentari d'aquest dia va ser l'únic diputat que va votar en contra de la utilització de l'energia nuclear. Durant la transició política espanyola a la democràcia, la seva fama d'honestedat i el seu comportament ètic li ha fet participar com interlocutor o intermediari en moltes de les converses que van intentar acabar amb l'activitat violenta d'ETA per mitjà del diàleg polític. Així, en 1975 sent Manuel Fraga ministre de la Governació, i una mica més tard amb Adolfo Suárez en el que seria l'amnistia política de 1977. En 1981, sent ministre de l'interior Juan José Rosón Pérez, va participar juntament amb Mario Onaindía en les converses que van donar lloc a un pla de reinserció social per a presos d'ETA sense delictes de sang, el qual va permetre la posterior dissolució d'ETA pm (VII assemblea) el 30 de setembre de 1982 i la seva integració política a Euskadiko Ezkerra.

## Premis i homenatges
El 1984 va rebre el premi Memorial Joan XXIII, atorgat per l'organització Pax Christi Internacional, pel seu treball en favor de la pacificació del País Basc per mitjà del diàleg i la negociació. En 2001, el CEAR va instituir el Premi Juan María Bandrés a la Defensa del Dret d'Asil i la Solidaritat amb els Refugiats. Aquest premi, juntament amb la Medalla Nansen que atorga ACNUR, és un dels pocs guardons internacionals d'importància que s'atorguen al treball solidari en favor dels refugiats. En 1998, Bandrés va rebre el Premi Olof Palme per la seva lluita en defensa dels drets humans.
El 10 de desembre de 2004, estant ja convalescent dels dos infarts cerebrals que van minar seriosament la seva salut, se li va realitzar un emotiu homenatge en l'ajuntament de Sant Sebastià, coincidint amb el Dia Internacional dels Drets Humans, en reconeixement tant al seu compromís ètic i polític com al seu treball en defensa dels drets humans.